# Jörg Heinrich
Jörg Heinrich (Rathenow, República Democrática Alemana, 6 de diciembre de 1969) es un exfutbolista alemán, se desempeñaba como defensa o centrocampista, siendo un jugador muy polivalente.

## Clubes
| Club               | País     | Año       |
| ------------------ | -------- | --------- |
| BSG Motor Rathenow | RDA      | 1988-1989 |
| BMV Chemie Velten  | RDA      | 1989-1990 |
| Kickers Emden      | Alemania | 1990-1994 |
| SC Freiburg        | Alemania | 1994-1996 |
| Borussia Dortmund  | Alemania | 1996-1998 |
| ACF Fiorentina     | Italia   | 1998-2000 |
| Borussia Dortmund  | Alemania | 2000-2003 |
| 1. FC Colonia      | Alemania | 2003-2004 |
| Ludwigsfelder FC   | Alemania | 2004-2005 |
| 1. FC Union Berlin | Alemania | 2005-2006 |
| TSV Chemie Premitz | Alemania | 2006-2007 |

## Palmarés
Borussia Dortmund
- Bundesliga: 1995-96, 2001-02
- UEFA Champions League: 1996-97
- Copa Intercontinental: 1997

- Datos: Q390159
- Multimedia: Jörg Heinrich / Q390159